# پیشگو (فیلم ۲۰۱۹)
پیشگو (به انگلیسی: Sibyl) فیلمی درام به کارگردانی ژوستین تریه محصول سال ۲۰۱۹ است. این فیلم برای رقابت در بخش اصلی جشنواره کن ۲۰۱۹ انتخاب شد.